# Бернардина де Корадис
Бернардина де Корадис (на италиански: Bernardina de Corradis; док. XV-XVI век) е метреса на Лудовико Мавъра, херцог на Милано.

## Биография
Известна с това, че е метреса на Лудовико Сфорца „Мавъра“, тогава херцог на Бари, в периода 1482-1483, тя му ражда една дъщеря: Бианка Джована, която израства в Милано. Бернардина се омъжва по волята на херцога за тортонския благородник Антонио Джентили.
Тя все още е жива в края на 1496 г., когато Лудовико й пише, за да съобщи за преждевременната смърт на дъщеря им, като я уверява, че „поради тази причина няма да бъдеш толкова обичана от нас в бъдеще, както ако Бианkа беше все още жива“.
Пълният превод на легитимационната диплома на Бианка Джована с дата 8 ноември 1489 г. и подписана от Джан Галеацо Сфорца е направен в кабинета на Карла Глори. Най-важната информация е следната:
- Момиченцето (което тогава е 7-8-годишно) се казва Джована Бианка;
- Майка й е посочена в акта просто като „г-жа Бернардина“ – знак, че нейната самоличност е била скрита и че тя очевидно е била държана настрана от средата на миланския двор (за разлика от следващите метреси на херцога Чечилия Галерани и Лукреция Кривели, могъщи куртизанки);
- Става ясно за първи път, че Бианка е била зачената, когато Бернардина вече е била омъжена, и че името на нейния съпруг, както по време на зачеването, така и на датата на акта, е било „Антонио Джентили“; Джулини го идентифицира като благородник от Тортона на много напреднала възраст, но според последното изследване на Глори той би трябвало да е по-млад потомък със същото име;
- Лудовико Мавърът, по време на зачеването на Бианка, е бил сгоден за Беатриче д'Есте, докато в акта на легитимирането на Бианка той е бил посочен като „женен поради законната възраст на най-видната му съпруга“ (бракът им е бил предстоящо).

Заслужава да се отбележи фактът, че фамилното име на майката не се появява в дипломата за легитимация, наречена изключително като „Бернардина“. Само в писмото на херцога от 23 ноември 1496 г. – поверително послание, в което херцогът я предупреждава за внезапната смърт на дъщеря му, тя е посочена с пълното си име „Бернардина де Конрадис“.

## Потомство
Бернардина дава на херцог Лудовико само една известна дъщеря: Бианка Джована (1482-1496), легитимирана от него през 1489 г. Тя се омъжва за Галеацо Сансеверино и е любимка на Беатриче д'Есте. Става господарка на Бобио, Вогера и Кастел Сан Джовани.
Бернардина ражда от съпруга си Антонио Джентили други деца, включително дъщеря на име Маргерита, която през 1495 г., след като се разболява сериозно, е обгрижвана от своята полусестра Бианка Джована.